# 格内维茨
格内维茨是德国梅克伦堡-前波莫瑞州的一个市镇。总面积10.09平方公里，总人口212人，其中男性109人，女性103人（2011年12月31日），人口密度21人/平方公里。